# Neostygarctus acanthophorus
Neostygarctus acanthophorus är en djurart som tillhör fylumet trögkrypare, och som beskrevs av Grimaldi de Zio, D'Addabbo Gallo och Morone De Lucia 1982. Neostygarctus acanthophorus ingår i släktet Neostygarctus och familjen Neostygarctidae. Inga underarter finns listade i Catalogue of Life.